# FO’SH

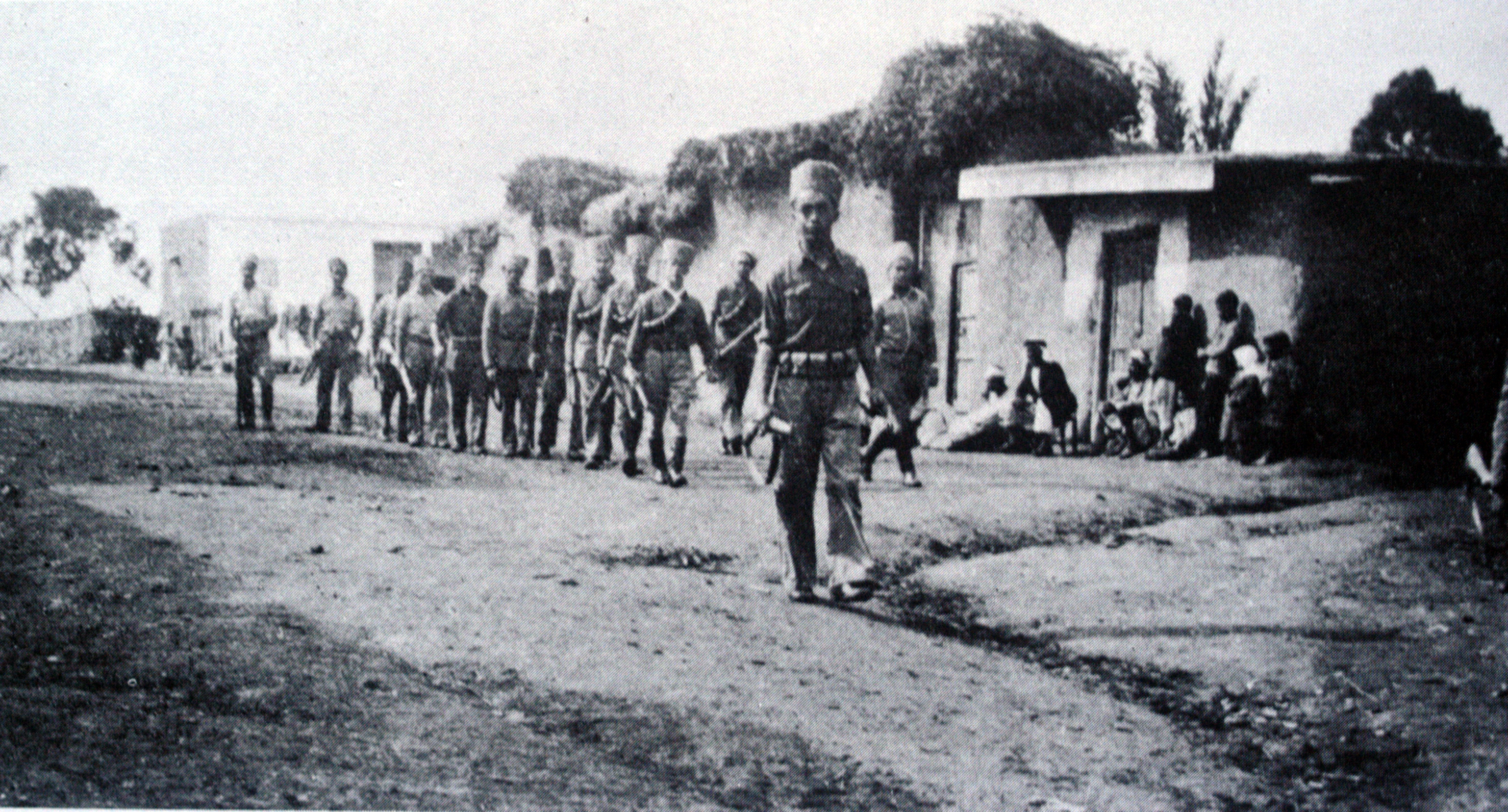
Einheit 1938 im arabischen Dorf Yasur, heute zu Chazor Aschdod

Die FO'SH (eigentlich Po"Sch [פו"ש]; Kurzform für Pluggōth haSadeh / פְּלֻגּוֹת הַשָּׂדֶה, Plene: פלוגות …) war eine jüdische Eliteangriffstruppe, gegründet als Kommandoarm der Hagana 1937, während des arabischen Aufstands von 1936 bis 1939 im britischen Palästinamandat. Die Mitglieder wurden von Yitzhak Sadeh persönlich ausgesucht. 
Im März 1938 hatte die FO'SH 1.500 ausgebildete Soldaten, aufgegliedert in 13 regionale Gruppen. Sie waren mit gestohlenen SMLE, Granaten, Gewehren und anderen Kleinwaffen ausgerüstet. 
Sie griffen zusammen mit der Special Night Squads unter Orde Charles Wingate arabische Dörfer an. Die große Stärke der FO’SH, ihre Mobilität, kam ihnen bei diesen Angriffen sehr zugute. 
Die FO'SH wurde 1939 aufgelöst und in die größere HI'SH umgewandelt. Während des Zweiten Weltkriegs wurden die Veteranen der FO’SH von der britischen Armee für Nachteinsätze trainiert und eingesetzt.

## Referenzen
- Katz, Sam (1988). Israeli Elite Units Since 1948. Osprey Publishing.
- Oring, Elliott (1981). Israeli Humor: The Content and Structure of the Chizbat of the Palmah. SUNY Press, ISBN 0-87395-512-9
- Ian Pitchford